# Distretto di Tupac Amaru
Il distretto di Tupac Amaru è uno degli otto distretti della provincia di Canas, in Perù. Si trova nella regione di Cusco.